# Damas de la noche
Damas de la noche (Keizersvrouwen) es una serie de televisión neerlandesa de diez partes y 50 minutos que se transmite del 10 de noviembre de 2019 al 12 de enero de 2020 en NPO 3. En el resto del mundo, está disponible desde el 18 de marzo de 2020 en Netflix.

## Sinopsis
Xandra Keizer es contactada por su amiga Pamela para ayudarla a organizar un evento para su agencia de escorts. Después de una velada exitosa, ella se involucra cada vez más. Hace unos años, escapó con gran dificultad del mundo de las drogas negras de su madre Sylvia. Pronto, la encuentra frente a ella. Esto pone mucha tensión en la relación con su esposo e hija.

## Reparto
- Karina Smulders : Xandra Keizer
- Matteo van der Grijn : Michiel Pressman
- Susan Radder : Lulu Keizer
- Hilde Van Mieghem : Sylvia Keizer
- Daphne Wellens : Marieke (Christine)
- Isis Cabolet : Anne
- Dragan Bakema : Ralph Konijn
- Saman Amini : Yassin El Hamdaoui
- Roeland Fernhout : Cees de Wolf
- Nienke van Hofslot : Daisy (Angelina)
- Mike Libanon : Ronnie van Bekkum
- Aboubakr Bensaihi : Rachid
- Nabil Mallat : Nabil
- Jaap Spijkers : Gerrit Blaauw[2]